# Kako se kalio čelik
Kako se kalio čelik (rus.: Как закалялась сталь) je roman ruskog književnika Nikolaja Ostrovskog, objavljen 1936. godine, a koji se smatra jednim od najuspješnijih i najpopularnijih ostvarenja socijalističkog realizma.
Radnja, velikim dijelom inspirirana životom samog autora, događa se u Ukrajini u dramatičnim trenucima Prvog svjetskog rata, revolucije i građanskog rata. Protagonist je Pavel Korčagin, mladić koji će se nakon dosta iskušenja opredijeliti za boljševike.
Kako se kalio čelik je originalno objavljivan u nastavcima od 1930. do 1934. u Molodaja Gvardija, časopisu sovjetskog Komsomola. Iz knjiške verzije, objavljene nedugo pred smrt autora, izbačeni su svi dijelovi koji opisuju njegove obiteljske nedaće izazvane obogaljenošću i bolešću; ta je inačica ona koja je najpoznatija u svijetu.
Kako se kalio čelik ekraniziran je četiri puta - kao sovjetski igrani film 1942. i 1957. godine, kao sovjetska mini-serija 1973. godine (kasnije izdana kao još jedan igrani film) te kao kineska mini-serija 1999. godine s ukrajinskim glumcima.